# Indian Springs School
L'Indian Springs School est un établissement scolaire américain réputé pour avoir accueilli notamment John Green.

## Dans la culture
En 2010, John Green déclare que, bien que l'école décrite dans son premier roman, Qui es-tu Alaska ?, ait un nom différent, elle est « presque identique au détail près à l'Indian Springs School de 1995 ».

## Élèves notables
- Daniel Alarcón
- John Badham
- Howard Cruse
- John Green
- Ken Grimwood
- Preston Haskell (en)
- Rob Henrikson (en)
- Michael McCullers
- Charles I. Plosser (en)
- Joel L. Shin (en)